# ヘルマン・カール・フォーゲル
ヘルマン・カール・フォーゲル（Hermann Carl Vogel, 1841年4月3日 - 1907年8月13日）は、ドイツの天文学者。

## 経歴
ライプツィヒに生まれた。ドレスデン工科大学、ライプツィヒ大学で学んだ。ライプツィヒではカール・ブルーンスの助手を務めた。1870年にイェーナ大学で博士号をとり、フリードリヒ・グスタフ・フォン・ビュロウ (Friedrich Gustav von Bülow) のボートカンプ (Bothkamp) 天文台で働き、そこで助手のヴィルヘルム・ローゼと最初の分光観測を行った。
1874年に、新設されるポツダム天体物理天文台の建設に加わり、1882年に初代の天文台長となり、没するまでその職にあった。
天体の分光観測のパイオニアで、恒星の自転速度をスペクトルのドップラーシフトにより決定した。1889年に最初の分光連星の発見者の一人となった。

## 受賞歴
- 王立天文学会ゴールドメダル（1893年）
- ヘンリー・ドレイパー・メダル（1893年）
- Landskroener Medal of Achievement（1898年）
- ブルース・メダル（1906年）

## エポニム
- 小惑星Vogel [2]
- その他、月のクレーター、火星のクレーター